# نادي تسخينفالي
نادي تسخينفالي لكرة القدم (FC Tskhinvali) هو نادي كرة قدم جورجي، تأسس سنة 1936.

## وصلات خارجية
- الموقع الرسمي

## إقرأ أيضاً
- ياسر الصوفي
- الدوري الجورجي
- تبليسي